# وکه بریکویست
وکه بریکویست (انگلیسی: Åke Bergqvist; ۲۹ اوت ۱۹۰۰ – ۷ مارس ۱۹۷۵) قایقران قایق بادبانی اهل سوئد بود.